# Trembes (Malo)
Trembes is een bestuurslaag in het regentschap Bojonegoro van de provincie Oost-Java, Indonesië. Trembes telt 1067 inwoners (volkstelling 2010).